# 定府
定府（じょうふ）は、江戸時代において参勤交代を行わずに江戸に定住する将軍や藩主およびそれに仕える者の状態を示す。

## 幕臣および定府大名
参勤交代を行う交代寄合を除く旗本・御家人は、江戸に定住して将軍に仕えたため、もちろん定府である。
諸大名にあっては、徳川家康によって江戸定住が定められていた水戸徳川家（水戸藩）と、老中・若年寄・寺社奉行など幕府の公職（幕閣など）にあって江戸城に詰めている藩主（主に譜代大名）は、江戸に定住する必要性があったので、当然に定府となる。
なお、江戸中期以降に内分分知や新田分知で成立した藩の藩主は定府になることが多かった。

## 諸藩の藩士の場合
諸藩の藩士（将軍の陪臣）は、その江戸屋敷に常勤している者（あるいは江戸常勤の家柄の者）を定府と呼んだ。定府の藩士の多くは、江戸に家族と菩提寺・檀那寺を持ち、江戸で亡くなっても遺骸や遺骨などを在所に持ち帰らない。
これに対して、藩主の参勤交代と共に在所に帰還する者は江戸詰めと呼ばれ、定府とは分けて考えられた。
異例として、仙台藩では江戸常勤を「江戸定詰め」といい、逆に国元の仙台に常に在住することを「定府」と呼んだ。

## おもな定府大名

### 御三家・親藩
- 水戸藩徳川家（御三家）
  - 守山藩松平家（連枝）
  - 府中藩松平家（連枝）
  - 宍戸藩松平家（連枝）
- 高須藩松平家（名古屋藩分家）
- 西条藩松平家（和歌山藩分家）
- 吉井藩松平家（和歌山藩分家）
- 糸魚川藩松平家
- 母里藩松平家

### 御附家老
- 水野家（紀伊新宮藩、和歌山藩御附家老）
- 中山家（常陸松岡藩、水戸藩御附家老）

### 譜代大名
- 岡部藩→半原藩安部家
- 伊勢西条藩→五井藩有馬家（天明元年（1781年）、交代を申付けられる）
- 与板藩井伊家
- 山上藩稲垣家
- 三上藩遠藤家
- 西大平藩大岡家
- 小倉新田藩→千束藩小笠原家
- 八田藩→一宮藩加納家
- 敦賀藩酒井家
- 丹南藩高木家
- 大垣新田藩（畑ヶ村藩）→野村藩戸田家
- 大和新庄藩→櫛羅藩永井家
- 三草藩丹羽家
- 近江宮川藩堀田家
- 椎谷藩堀家
- 高富藩本庄家
- 西端藩本多家
- 柳生藩柳生家
- 北条藩屋代家
- 黒川藩柳沢家
- 三日市藩柳沢家
- 久喜藩→長瀞藩米津家
- 三根山藩牧野家

### 外様大名
- 広島新田藩浅野家（元治元年（1864年）に安芸国吉田に居所を定める）
- 米沢新田藩上杉家
- 久保田新田藩（岩崎藩）佐竹家
- 盛岡新田藩（七戸藩）南部家
- 熊本新田藩（高瀬藩）細川家
- 浅尾藩蒔田家
- 高知新田藩山内家

### かつて江戸定府であった大名および大名に準ずる家
- 甲府徳川家
- 館林徳川家
- 糸魚川松平家（松平直堅・直知・直之。俸禄1万俵→糸魚川藩立藩）
- 柳原松平家[2]（元・越後高田藩。俸禄3万俵。後に津山藩）
- 川田窪松平家[3]（正式には立藩していない。1万石→2代目に他家相続消滅）